# CASE Україна
«CASE Україна» — дослідницький осередок з питань державної економічної політики.

## Історія
Створений 1999 року співробітниками проекту макроекономічних реформ Гарвардського інституту міжнародного розвитку, який діяв в Україні протягом 1996–99 років. Обстоює розширення економічних свобод в Україні.
Засновники: Ева Бальцеровіч, Марек Дамбровскі та Януш Ширмер. З 2006 року центром керує Дмитро Боярчук.

## Напрями роботи
Надає аналітичну підтримку урядовим та парламентським установам. Серед партнерів — Міністерство економіки України.

### Економічне просвітництво

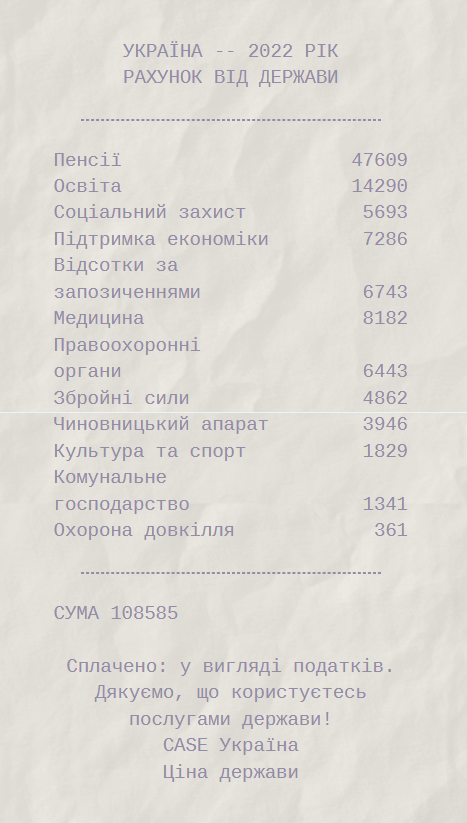
Рахунок від держави. Значення вартості державних послуг розраховано для працівника із середньою зарплатою.

Найвідомішим проектом «CASE Україна» є просвітницька кампанія «Ціна держави». У багатьох просвітницьких заходах використовується калькулятор податків «Рахунок від держави», який показує у яку суму платнику податків, залежно від його доходів, обходиться та чи інша стаття витрат уряду.
У 2020 році напередодні місцевих виборів CASE Україна провів кампанію на підтримку визнання ролі платників податків у державних витратах. Кампанія включала поширення наліпок «Побудовано за твої податки», створення петиції на сайті Президента України, яка набрала необхідні 25 тисяч голосів та отримала відповідь Зеленського, а також подання до Верховної Ради законопроекту «Про внесення змін до деяких законів України щодо інформування про використання коштів платників податків».
«CASE Україна» створив інтернет-додаток, за допомогою якого мешканці об'єднаної територіальної громади можуть вивчати бюджет громади у доступному вигляді, контролювати ефективність видатків і пропонувати нові проекти для добробуту громади, а також онлайн-платформу інтерактивних бюджетів шкіл, яка дозволяє порівняти фінансування шкіл, окремі статті витрат.

### Пенсійна та соціальна політика
2021 року «CASE Україна» започаткував кампанію з привернення уваги суспільства та політиків до проведення пенсійної рефоми, яка на той час перестала бути в центрі уваги, оскільки численні попередні спроби реформи зазнали невдачі. Кампанія включала низку досліджень.

### Бюджетна та податкова політика
Центр робить щоквартальні огляди стану зведеного бюджету, підтримує сайт з даними бюджетної статистики. Створив симулятори державного бюджету та бюджету ОТГ, які пояснюють користувачам проблему обмеження бюджетних коштів і потребу вибирати між взаємовиключними статтями витрат.

## Нагороди
- 2016 року під час конкурсу онлайн-активістів The Bobs у національній номінації «Найкращий сайт або блог українською» переміг проект «Ціна держави»[27].

- 2016 року «CASE Україна» посів 6 місце за силою інформаційного впливу у рейтингу Think Twice[28].

- 2018 року просвітницька кампанія проекту «Ціна держави» у 15 містах України була відзначена премією в галузі громадських зв'язків «Піранья року» на Форумі організаційного розвитку громадянського суспільства[29].

- 2022 року центр отримав нагороду Ayn Rand Award for Advancing Liberty 2021 у номінації «Best Think Tank of 2021» за ініціативу «Зроблено за кошти платників податків»[30].

## Співпраця
CASE Україна є регіональним партнером Всесвітнього економічного форуму з підготовки Індексу глобальної конкурентоспроможності. Аналітичний центр є партнером мережі Atlas Network, розташованої у США, яка займається поширенням ідей економічної свободи та ринкової економіки. Організація є учасником платформи Центру економічного відновлення, коаліції «Реанімаційний пакет реформ», Економічної експертної платформи. 22 вересня 2023 року між CASE Україна та Українською радою бізнесу було підписано меморандум про співпрацю для сприяння відновленню та розвитку України.

## Публікації
З 1999 до 2019 року експерти центру оприлюднили понад 160 наукових праць.

## Повоєнне відновлення України
13 лютого 2023 року аналітичні центри CASE (Польща) та CASE Україна разом з міжнародними та українськими експертами розробили план реформ з економічного відновлення України «Економічні пріоритети для повоєнної України: план реформ». Серед рецензентів звіту були шведсько-американський економіст Андерс Ослунд, польський економіст і політик Лешек Бальцерович, ⁣ словацький політик Іван Міклош та віцепрезидент Правління CASE (Польща) Ян Хагемейєр.
У звіті йдеться, що ключовою вимогою євроінтеграції є побудова верховенства права, а для залучення необхідних коштів на відбудову потрібна довіра до інститутів (судової системи). Автори звіту пропонують кроки, які дозволять паралельно до створення необхідних інститутів розпочати відбудову та розвиток. Зокрема, пропонується максимальне спрощення у важливих сферах економіки (зокрема, митних і податкових процедур) та запуск проксі-судової системи для залучення інвестицій.
Презентація та обговорення дослідження відбулося 25 квітня 2023 року під час дебатів «Перспективи та політика для післявоєнної економіки України. Що робити після завершення російської агресії?» у Варшавській школі економіки.
12 червня 2023 року у Брюсселі (Бельгія) під час дискусії «Повоєнні економічні перспективи України: довгострокове зростання, стабільність та відновлення», за участі представників високого рівня Європейської Комісії та Міжнародного валютного фонду, виконавчий директор CASE Україна Дмитро Боярчук представив основні тези звіту, після чого відбулось обговорення.
Результати звіту були висвітлені в іноземних медіа та академічних виданнях. Зокрема, експертна колонка одного зі співавторів звіту, американського економіста Крістофера Хартвелла у Chicago Tribune, спільна публікація Хартвелла та Боярчука в академічному виданні EconPol Forum, стаття у галузевому виданні Emerging Europe та телевізійний сюжет на польському телеканалі TVP World у програмі Business Arena.